# Старий Глибів
Старий Глибів — село Остерського району, Чернігівської області. Виселене задля побудови Київського водосховища на поч. 1960-х років.
За припущеннями історика Костянтина Неволіна (1806—1855) ототожнюється з літописним містом Глібль в Подесенні. Перша згадка про село таким чином припадає на 1146 рік в контексті боротьби за київський престол між князівськими родинами Мстиславичів та Ольговичів
Станом на 1866 рік в селі налічувався 81 двір і 470 мешканців. Діяла 1 православна церква.

## Уродженці
- Литвиненко Анна Олексіївна (нар. 1951) — українська співачка, солістка хору імені Григорія Верьовки, заслужена артистка України[3]